# WMAV-FM

Koordinaten: 34° 17′ 28″ N, 89° 42′ 21″ W
WMAV oder WMAV-FM (Branding: „Mississippi Public Broadcasting“) ist ein US-amerikanischer öffentlich-rechtlicher, nichtkommerzieller Hörfunksender aus Oxford  im US-Bundesstaat Mississippi. WMAV ist angeschlossen an das Mediennetzwerk des Mississippi Public Broadcasting, und somit Bestandteil des National Public Radio. Der Radiosender sendet auf der UKW-Frequenz 90,3 MHz. Eigentümer und Betreiber ist die Mississippi Authority For Educational Television.